# Laelia lophietes
Laelia lophietes är en fjärilsart som beskrevs av Collenette 1932. Laelia lophietes ingår i släktet Laelia och familjen tofsspinnare. Inga underarter finns listade i Catalogue of Life.